# Johannes von Phanijoit
Johannes von Phanijoit (* in Phanijōit; † 29. April 1210 in Kairo; auch Johannes Phanidjoitanus) ist ein koptischer Neo-Märtyrer.
Der Kopte Johannes trat vor 1199 zum Islam über, revertierte schließlich zum Christentum und erklärte sich durch öffentliches Bekenntnis zur Sühne seiner Apostasie zum Martyrium bereit. Am 29. April 1210 wurde er am Nilufer bei Kairo als Verleugner des Islam hingerichtet.
Der 1211 in koptischer Sprache verfasste Bericht über Leben und Sterben des Johannes soll ein christliches Publikum zur Standhaftigkeit im christlichen Glauben mahnen und gegen den Abfall zum Islam rüsten.